# Железня (Тульская область)
Железня — деревня в Заокском районе Тульской области России.
В рамках административно-территориального устройства входит в Ненашевский сельский округ Заокского района, в рамках организации местного самоуправления включается в Демидовское сельское поселение.

## География
Расположена в 24 км к югу от райцентра — посёлка городского типа Заокский — и в 37 км к северу от Тулы.

## Население
| 2002 | 2010 |
| ---- | ---- |
| 148  | ↘146 |